# フラッシング・リア・エンド・デバイス

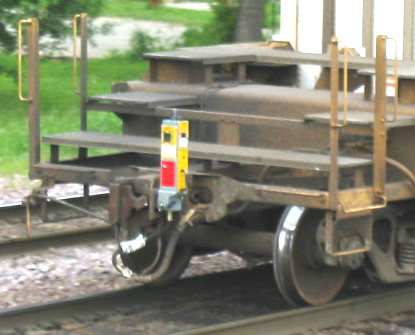
鉄道コンテナの最後尾に取り付けられているFRED。

フラッシング・リア・エンド・デバイス（Flashing rear-end device）とは、北米の鉄道において、貨物列車の最後尾に装備される装置である。頭文字をとってFRED、またエンド・オブ・トレイン・デバイス、その略称ETD、EOTとも呼ばれる。以下、本項ではFREDと記述する。

## 機能と使用方法

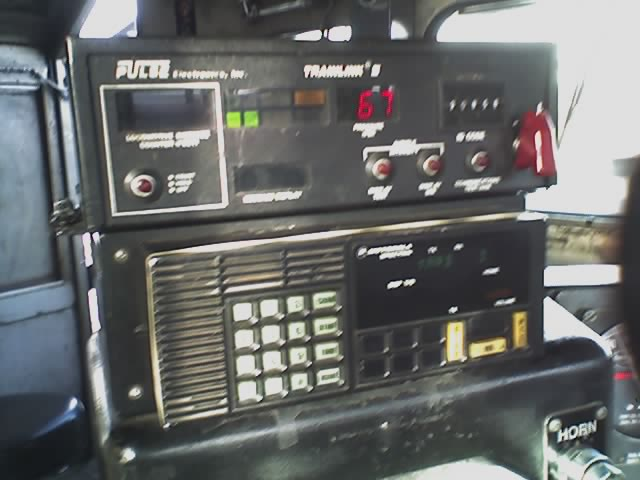
ウィルマと呼ばれるHOT。編成最後尾のブレーキ管圧力を表示する。

FREDは、かつて存在したカブース（車掌車・緩急車）の代用品として活用されている。その主たる機能は、カブースの添乗員が行っていたチェック業務である貫通ブレーキのブレーキ圧のチェックと、走行中の列車の連結が解放していないかのチェックである。
FREDは、チェックしたこれらのデータを先頭の機関車に無線送信し、機関車ではヘッド・オブ・トレイン・デバイス（Head-of-Train Device、略称HOT）という受信装置で受信する。HOTはウィルマ（Wilma）とも呼ばれている。これは原始家族フリントストーンの登場人物に由来し、FREDと対をなすHOTを主人公の妻ウィルマに見立てたものである。カナダではセンス・アンド・ブレーキング・ユニットと称し、略してSBUと呼ばれている。
HOTは多くのインジケーターを持ち、緊急時に非常ブレーキを操作するためのトグルスイッチが備わっている。
また、現在の機関車に装備されているHOTには制御用コンピュータシステムが組み込まれており、データは機関車上のディスプレイに表示される。
鉄道会社には、操車場や途中駅で列車を組成する時のブレーキテストが法律で義務づけられている。列車の中間で車両を切り離したり、連結したりする場合には、乗務員はブレーキが最後尾まで確実に作動しているか確認しなければならない。この時、大抵の運転士はFREDから送られてくる空気圧のデータの増減値で確認している。
従来は一列車につき車掌と制動手の最低二名が運転士とは別に乗務していたが、FREDによりカブースの購入・維持費と制動手の人件費・マンアワーの削減を可能とした。FREDの導入によって北米大陸の鉄道の大部分においてカブースは用途廃止となったが、逆行運転をする場合や、ごく短距離の運行や、鉄道警察の同乗や、保線要員の同乗が必要な場合などでは引き続きカブースが使用されている。

## 装置の改良

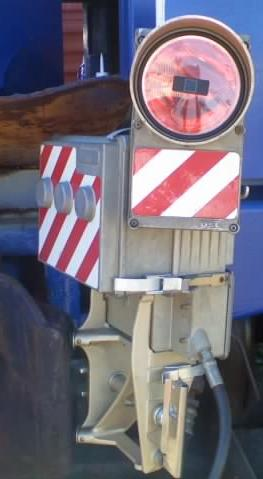
現在使用されているFRED。

FREDが最初に導入された路線はフロリダ・イースト・コース鉄道で1973年の事であり、すぐに他の鉄道路線でもFREDを用いた列車運用が行われるようになった。初期のFREDは列車の最後尾に取り付けるもので、蓄電池と尾灯のみの構成であった。1980年代には機能が拡大され、FREDが観測したブレーキ管圧力を先頭の機関車へ無線送信する機能が付加された。バッテリー交換のコストを節減するために、周囲の光量を感知するセンサーを付加して日が暮れてから尾灯を点灯させる機能を持たせたり、ブレーキ管の空気圧を利用した発電機を搭載したりするなど、改良が進められた。
従来のFREDが収集したデータは一方的にHOTに送信されるだけであったが、後にブレーキ管圧力をFRED側で操作する機能が付加された。通常のブレーキ操作では、機関車側でのブレーキ管の減圧操作が列車最後尾に到達するまでに遅延が起こるが、最後尾からも減圧する事により列車全体に制動がかかる遅延を短縮し、制動距離を短縮するものである。この機能は主に非常時などに使用される。
鉄道におけるブレーキにおいて圧縮空気がどう使われているかなどは鉄道のブレーキ、空気ブレーキ#電動客車の空気ブレーキを参照されたい。
また、近年製造されているFREDには、従来のFREDの機能に加えてGPS受信機能を搭載したものも多い。

## 鉄道ファンによる利用
北米の鉄道愛好家は鉄道列車の写真を撮影する際にFREDからの電波を傍受することによって、大よその列車の位置を知る事に用いている。北米ではFREDからの電波は452.9375/457.9375メガヘルツで運用されており、ノーフォーク・サザン鉄道のみがアメリカ鉄道協会のチャンネル67（161.115メガヘルツ）を使用している。FREDから送信される電波はおおよそ2 - 5マイル（3.2～8.0キロ）の到達距離を有し、2ワットの出力を持っている。